# Ligne 3 du métro léger de Grenade
La ligne 3 (en espagnol : Línea 3 del metro ligero de Granada) est une future ligne du réseau du métro léger de Grenade, dont l'ouverture est programmée pour 2030.
Elle sera la plus courte du réseau, desservant uniquement le centre historique de Grenade selon un tracé circulaire la mettant en correspondance avec les deux autres lignes.

## Historique
Après avoir présenté les extensions nord, sud et centrales du métro léger entre novembre et décembre 2021, le gouvernement andalou révèle en janvier 2022 qu'une fois ces extensions réalisées, le réseau sera restructuré en trois lignes au lieu d'une seule. Cette nouvelle organisation entrera en vigueur en 2030.

## Caractéristiques

### Ligne
La ligne 3 sera la plus longue du réseau, circulant sur plus de 7,4 km. Elle desservira uniquement le centre historique de Grenade, en suivant un tracé circulaire connectant notamment la gare ferroviaire et la cathédrale. Elle empruntera la section en souterrain sous l'avenue du Chemin de ronde, puis la section en surface sur l'avenue de la Constitution et l'avenue Christophe-Colomb. Elle sera ainsi en correspondance avec l'une des deux autres lignes du réseau à chaque station,. 

### Stations et correspondances
|  |   |   |   |  | Station        | Communes         | Correspondances                                                       |
|  | - | - | - |  | -------------- | ---------------- | --------------------------------------------------------------------- |
|  |   | x |   |  | Caleta         | Grenade (Beiro)  | Ligne 1 du métro léger de Grenade · Ligne 2 du métro léger de Grenade |
|  |   |   | x |  | Constitución   | Grenade (Beiro)  | Ligne 2 du métro léger de Grenade                                     |
|  | x |   |   |  | Ferrocarril    | Grenade (Beiro)  | Ligne 1 du métro léger de Grenade                                     |
|  |   |   | x |  | Gran Vía       | Grenade (Beiro)  | Ligne 2 du métro léger de Grenade                                     |
|  | x |   |   |  | Universidad    | Grenade (Beiro)  | Ligne 1 du métro léger de Grenade                                     |
|  |   |   | x |  | Catedral       | Grenade (Ronda)  | Ligne 2 du métro léger de Grenade                                     |
|  | x |   |   |  | Méndez Núñez   | Grenade (Ronda)  | Ligne 1 du métro léger de Grenade                                     |
|  |   |   | x |  | Batallas       | Grenade (Ronda)  | Ligne 2 du métro léger de Grenade                                     |
|  | x |   |   |  | Recogidas      | Grenade (Ronda)  | Ligne 1 du métro léger de Grenade                                     |
|  |   |   | x |  | Puente Blanco  | Grenade (Ronda)  | Ligne 2 du métro léger de Grenade                                     |
|  | x |   |   |  | Alcázar Genil  | Grenade (Ronda)  | Ligne 1 du métro léger de Grenade                                     |
|  |   |   | x |  | Góngora        | Grenade (Zaidín) | Ligne 2 du métro léger de Grenade                                     |
|  | x |   |   |  | Hípica         | Grenade (Zaidín) | Ligne 1 du métro léger de Grenade                                     |
|  |   |   | x |  | Fontiveros     | Grenade (Zaidín) | Ligne 2 du métro léger de Grenade                                     |
|  |   | x |   |  | Andrés Segovia | Grenade (Zaidín) | Ligne 1 du métro léger de Grenade · Ligne 2 du métro léger de Grenade |

## Exploitation

### Matériel roulant
Les rames circuleront à une vitesse moyenne de 21,6 km/h, à raison de cinq par heure en heure de pointe, soit une toutes les douze minutes aux stations. Il faudra 20 min pour parcourir l'intégralité de la ligne.